# Gyrophaena joyioides
Gyrophaena joyioides – gatunek chrząszcza z rodziny kusakowatych i podrodziny rydzenic.

## Morfologia
Chrząszcz o wydłużonym ciele długości od 1,6 do 2,2 mm. Głowa jest czarna, 1,7 raza szersza niż dłuższa, zaopatrzona w wyłupiaste oczy. Barwa czułków jest żółtawobrązowa z żółtymi nasadami. Ich człony od piątego do dziesiątego są wyraźnie szersze niż dłuższe, przy czym piąty i przedostatni są półtorakrotnie szersze niż dłuższe. Przedplecze jest jasnorudobrązowe lub ciemnobrązowe, wyraźnie szagrynowane. Jego szerokość nie przekracza półtorakrotności długości. Pokrywy są rudożółte z czarno przyciemnionymi tylnymi kątami zewnętrznymi. Kolor odnóży jest żółtawy do pomarańczowego. Zewnętrzne połowy pokryw są wyraźnie, drobno punktowane, a przy tylnych kątach ziarenkowane. Odwłok ma ubarwienie rudożółte z czarnymi nasadą i wierzchołkiem albo cały jest brązowy do ciemnobrązowego.

## Ekologia i występowanie
Owad ten jest polifagicznym mykofagiem. Bytuje w owocnikach różnych gatunków grzybów, szczególnie licznie w pieniążnicy szerokoblaszkowej.
Gatunek palearktyczny. W Europie znany jest z Portugalii, Hiszpanii, Wielkiej Brytanii, Francji, Belgii, Holandii, Luksemburga, Niemiec, Szwajcarii, Austrii, Włoch, Danii, Szwecji, Norwegii, Finlandii, Estonii, Litwy, Polski, Czech, Słowacji, Węgier, Rumunii, Bułgarii, Chorwacji, Bośni i Hercegowiny oraz europejskiej części Rosji. Na północny wschód sięga po Karelię, a na południowy wschód po Kaukaz i Morze Kaspijskie.